# آن فرانك
آنيليس ماري آن فرانك، تُلفظ بالألمانية: [ʔanəli:s maˈʁi: ˈʔanə ˈfʁaŋk]  ( سماع)(12 يناير 1929 - 1 مارس 1945). كاتبة ألمانية وواحدة من أكثر ضحايا الهولوكوست شهرةً، وتعد مذكرتها عن الحرب «مذكرات فتاة صغيرة» مصدرًا للعديد من المسرحيات والأفلام، وُلِدَت في مدينة فرانكفورت بجمهورية فايمار الألمانية[ ؟ ] وعاشت معظم حياتها بامستردام في هولندا وبالرغم من مولدها في ألمانيا إلا أنها فقدت الجنسية الألمانية في عام 1941، وقد اكتسبت آن شهرة عالمية وذاع صيتها بعد نَشر مذكرتها التي تحتوي على تجاربها في الاختباء أثناء الاحتلال الألماني لهولندا في الحرب العالمية الثانية

انتقلت آن وعائلتها إلى هولندا عام 1933 بعد وصول النازيون الي السلطة في ألمانيا، وفي عام 1940 حُوصرت الأسرة في امستردام بعد احتلال الألمان لهولندا، وفي يوليو من عام 1942 اضطرت الأسرة إلى الاختباء في بعض الغرف السرية بالمبنى الذي كان يعمل به والد آن بسبب زيادة الاضطهاد ضد السكان اليهود.
وبعد عامين من الاختباء تعرضت المجموعة للخيانة وتم إرسالهم إلى معسكرات الاعتقال وفي نهاية المطاف نُقلت آن وشقيقتها مارغو فرانك إلى معسكرالاعتقال برغن بيلسن حيث ماتتا هناك (غالبا بسبب الحمى النمشية «التيفوس») في مارس 1945.وبعد انتهاء الحرب عاد والدها اوتو فرانك الناجي الوحيد من الأسرة إلى امستردام ليكتشف مذكرة ابنته آن وبذل جهوداً مضنية حتى تم نشرها في عام 1947، ومن ذلك الحين تُرجمت هذه المذكرة إلى العديد من اللغات ونشرت لأول مرة بإنجلترا في عام 1952 بعد ترجمتها من اللغة الهولندية بعنوان «مذكرات فتاة صغيرة» وتجسد هذه المذكرة التي قُدمت لآن في الثالثة عشر من عمرها كهدية في يوم ميلادها جزءاً من حياتها ابتداء من 12 يونيو 1942 وحتى الأول من أغسطس 1944.

## نشأتها
ولدت آناليسيا أو انیليس  ماري في 12 يناير في مدينة فرانكفورت الألمانية لأب يدعى أوتو فرانك (1889 - 1980) وام تدعى إديث فرانك (1900 - 1945) وكانت لديها اخت أكبر منها سناً وتدعى مارغو (1926 - 1945)  وكانت عائلة فرانك من اليهود الليبراليين ولم يمارسوا العديد من عادات وتقاليد اليهودية  فقد عاشوا في مجتمع متنوع ثقافياً من المواطنين وغير اليهود والعديد من الديانات الأخرى، إديث فرانك كانت الأكثر تديناً بينما كان أوتو فرانك مهتما بالعلم وكان يمتلك مكتبة كبيرة وقد شجع كلا الوالدين اولادهم على القراءة.
في 13 مارس 1933 اُجريت الانتخابات البلدية بفرانكفورت وفاز بها حزب العمال القومي الاشتراكي الألماني التابع لأدولف هتلر، وقامت على أثرِها مظاهرات معاداة السامية وبدات مخاوف الاسرة مما هو قادم إذا ما ظلوا في ألمانيا، وبعدها في نفس العام ذهبت إديث واطفالها إلى آخن للعيش مع والدتها روزا هولاندر، بينما ظل أوتو بفرانكفورت إلى أن جاءت له فرصة للسفر إلى امستردام للعمل هناك، وبالفعل انتقل إلى هناك ليبدأ عمله الجديد وليجهز لانتقال اسرته إلى هناك، وكانت اسرة فرانك من ضمن 300 ألف يهودياً هربوا من ألمانيا في الفترة من عام 1933 حتى عام 1939.
وانشأ أوتو شركة اوكتيبيا، وهي شركة تقوم باستخراج البكتين من الفاكهة وبيعه، وعثر على شقة بميرويدبلين بحي ريفرنبورت بأمستردام، وفي شهر فبراير من عام 1934 وصلت إديث والاطفال إلى امستردام والتحقت الفتاتان بالمدراس، مارغو ذهبت إلى المدرسة العامة بينما التحقت آن بمدرسة مونتيسوري وقد اظهرت مارغو براعتها في الجانب الحسابي بينما ابدت آن اهتمامها بالقراءة والكتابة، وقد ئكرت صديقتها هانيلي جوسلار فيما بعد أن آن كانت تكتب باستمرار منذ طفولتها على الرغم من انها كانت تخفي ما تكتبه ولا تحب مناقشته مع أحد، امتلك الاخوات فرانك شخصيات مميزة للغاية فكانت مارغو مجتهدة، ومهذبة، ومتحفظة بينما كانت آن نشيطة، وصريحة، ومنفتحة مع العالم الخارجي.
في عام 1938 بدا اوتو شركة ثانية وهي شركة بيكتكون وكانت شركة بيع بالجملة للاعشاب والمخللات والتوابل المختلفة التي تستخدم في صناعة النقانق، وقد عمل هيرمان فان بالس كمتخصص في التوابل في شركة بيكتكون، وهو جزار يهودي فر مع عائلته من مدينة أوسنابروك بألمانيا في عام 1939. وقد انتقلت والدة إديث للعيش مع الاسرة وظلت معهم حتى توفيت عام 1942.
وفي عام 1940 احتلت ألمانيا هولندا وبدأ الألمان في اضطهاد اليهود من خلال إصدار القوانين المقيدة والتمييزية، وسرعان ما بدأو في التسجيل الإجباري والعزل العنصري، وكانت آن واختها متفوقتين دراسياً ويمتلكن العديد من الأصدقاء، ولكن مع صدور مرسوم بالسماح للاطفال اليهود بدخول المدارس اليهودية فقط نُقلت الفتاتان إلى مدرسة الليسيوم اليهودية (ما يعادل الثانوية العامة حالياً) وهناك تعرفت آن على جاكلين فان مارسين وفي أبريل 1941 اتخذ اوتو قراراً بالاستقالة من منصبه كمدير لشركة بيكتكون ونقل ملكية اسهمه إلى يوهانسون كلايمان وذلك ليمنع مصادرة اموال الشركة باعتبارها نشاط تجاري مملوك من قبل يهودي، ثم بعد ذلك تمت تصفية الشركة ونُقلت كافة أصولها إلى يان خيس وشركته، وفي ديسمبر عام 1941 اتبع اوتو نفس الطريقة لينقذ شركة اوكتيبيا وعلى ذلك استمرت الشركتان في عملهما ولكن بتغيير بسيط وملحوظ مما ضمن بقائهما حتى يتثنى لأوتو ان يكسب القليل من الداخل والذي يكفي لنفقة أسرته.

## الفترات الزمنية التي دونتها في مذكراتها

### فترة ما قبل الاختباء
في عيد ميلادها الثالت عشر في الثاني عشر من يونيو لعام 1942 حصلت آن على كتاب كانت قد أرته لوالدها في نافذة متجر قبل بضعة أيام من عيد ميلادها وكان مغلفاً بقطعة قماش مطرزة بمربعات بيضاء وحمراء وبه قفل صغير من الجانب، وعلى الرغم من كونه كتاباً تذكارياً الا انها قررت استخدامه كمذكرتها وبدأت في الكتابة به على الفور، وقد تحدثت في بداية كتابتها عن الجوانب الدنيوية في حياتها وناقشت أيضاً بعض التغيرات التي طرأت على هولندا منذ الاحتلال الألماني لها. وفي مدونتها. يوم 20 يونيو 1942 تحدثت عن العديد من القيود التي فرضت على اليهود الهولنديين، وعبرت أيضاً عن حزنها بوفاة جدتها في مطلع العام نفسه، وكان حلم آن أن تصبح ممثلة، حيث أنها تحب مشاهدة الافلام، ولكن اليهود الهولنديين منعوا من دخول السينمات منذ بداية الثامن من يناير عام 1941 .
وفي يوليو 1942 تلقت آن خطاب استدعاء من المكتب الرئيسي لهجرة اليهود يطالبها بالانتقال إلى أحد معسكرات العمل وكان فرانك قد اخبر عائلته انهم سيذهبون للاختباء في بعض الغرف بجوار شركته بشارع برينسينغراخت يمتد على إحدى قنوات أمستردام حيث سيساعدهم هناك بعض من موظفي الشركة المؤتمنون، وقد اجبرهم خطاب ألإستدعاء على مغادرة المنزل باسابيع قبل الموعد المحدد.
وقبل اختبائها بفترة قصيرة اعطت آن لصديقتها وجارتها توسج كابراس ادوات الشاي وعلبة صغيرة من الكرات الزجاجية وكتاباً، وقطاً لتحفظهم عندها، ووفقا لما ذكرته وكالة اسوشيتد برس الأمريكية فقد اخبرت آن صديقتها قائلة «انا قلقة للغاية على كراتي الزجاجية هل يمكنك الاحتفاظ بهم لفترة من اجلي»

## الحياة في المخبأ السري
في صباح يوم الاثنين 6 يوليو 1942 انتقلت العائلة إلى مخبأها السري وقامو بترك شقتهم في حالة من الفوضى للإيهام بأنهم تركوها فجأة وترك اوتو رسالة اشارت إلى ذهابهم إلى سويسرا، وقد اجبرتهم الحاجة إلى السرية على ترك قطة آن، مورتي، خلفهم وبما أنه لا يسمح لليهود باستخدام المواصلات العامة، فقد ساروا اميالاً على اقدامهم مرتدين الكثير من الملابس حتى لا يراهم الناس حاملين أي امتعة.
وكان Achterhuis (كلمة هولندية تطلق على الجزء الخلفي من المنزل، كما ترجمت ب«الملحق السري» في الطبعات الإنجليزية للمذكرات) مكوناً من ثلاث طوابق تقع فوق مكاتب شركة اوكتيبيا وكان الطابق الأول مكون من غرفتان صغيرتان بجوارهما مرحاض وفي الدور الثاني غرفة واسعة وأخرى صغيرة ومن هذه الغرفة الصغيرة يخرج سلم يؤدي إلى السندرة، وكان المدخل الي هذا المخبأ مغطى بخزانة كتب لضمان بقائه بعيداً عن الانظار، وكان المبنى يقع بالقرب من كنيسة ويستركيرك وكان مبنى قديماً ونمطياً ويشبه كثيراً مباني الحي الغربي من امستردام.
كان العمال الذين على علم بشأن الاختباء هم «فيكتور كوجلر» و«يوهانس كليمان» و«ميب خيس» و«بيب فوسكويجل» بالإضافة إلى زوج ميب وكان يدعى «يان خيس» ووالد بيب وكان يدعي «يوهانس هنريك فوسكوجيل» وقد تعاون هؤلاء جميعاً في مساعدة المختبئين وكانو حلقة الوصل بينهم وبين العالم الخارجي طوال فترة اختبائهم، فقد نقلو لهم اخبار الحرب والتطورات السياسية كما كانو يلبون جميع احتياجاتهم ويزودونهم بالطعام ويحرصون على سلامتهم وكانت مهمتهم تزداد صعوبة بمرور الوقت، وقد كتبت آن عن تفاني هؤلاء العمال ومحاولاتهم لرفع الروح المعنوية للمختبئين في الاوقات الحرجة على الرغم من معرفتهم انه إذا انكشف أمرهم سيتعرضون جميعاً لعقوبة الإعدام بسبب إيوائهم لليهود. وفي 3 يوليو 1943 انضمت اسرة «فان بيلس» إلى الاختباء مع عائلة فرانك وكانت تتكون من «هيرمان» و«اوجست» و«بيتر» البالغ من العمر ستة عشر عاماً،
في نوفمبر من نفس العام انضم إليهم طبيب الاسنان "فريتز بيفيفر" وهو صديق قديم للعائلة وقد عبرت آن في مذكراتها عن مدى سعادتها بالتحاق هؤلاء الناس إلى العائلة مما يتيح لها فرصة التحدث مع أناس جدد، ولكن سرعان ما بدأ يظهر التوتر بينهم بسبب الظروف المحيطة بهم فقد تقاسمت آن غرفتها مع بيفيفر وقد وجدته لا يطاق واستائت كثيراً من تطفله، وقد تصادمت كثيراً مغ "اوجست فان بيلس" واعتبرتها حمقاء كما وصفت "بيفيفر" و«هيرمان» بالأنانية بسبب كمية الغذاء التي يستكهلكونها وبمرور الوقت تخلصت آن من خجلها وبدأت في الدخول في علاقة مع "بيتر فان بيلس" وتبادلا الغرام، ولكن بدا انجاذبها له يقل عندما شككت في حقيقة مشاعرها تجاهه هل هو حب حقيقي ام مجرد اعجاب بسبب حبسهما معا. وقد كونت آن علاقات طيبة مع الذين يساعدونهم فقد قال عنها والدها اوتو فرانك انها كانت تنتظر زياراتهم اليومية بفارغ صبر وذكر أن اقربهم إليها كانت مدخلة البيانات الشابة بوب فوسكوجيل وكثيراً ما كانتا تتسامران في الخفاء.

## الشابة كاتبة اليوميات
تحدث آن في كتاباتها عن علاقتها بافراد عائلتها وعن الاختلافات الكبيرة بين شخصية كل فرد منهم وذكرت أن اقربهم منها كان والدها والذي تحدث عن هذا فيما بعد قائلا«كانت علاقتى بآن أفضل من تلك التي كانت مع مارجوت والتي كانت تميل أكثر إلى امها، ولعل السبب وراء ذلك هو تحكم مارجوت في مشاعرها وعدم احتياجها للرعاية على عكس آن التي كانت متقلبة العواطف»  وقد تحسنت علاقة الاختين كثيراً بعد اختبائهما معا عن سابقتها، على الرغم من غيرة آن من اختها في بعض الاحيان وذلك عندما انتقدها اصحاب المنزل بافتقارها لطبيعة مارجوت الهادئة واللطيفة، ولكن مع نضوج آن بدأت علاقة الاختان تتحسن وفي الثاني عشر من يناير عام 1944 كتبت أن في مذكرتها «أصبحت مارجوت أجمل بكثير هذه الايام فلم تعد لئيمة كما كانت من قبل واصبحت أفضل صديقاتي فهي لم تعد تعاملني كطفلة صغيرة بعد الآن».
وقد كتبت فرانك أيضاً كثيراً عن صعوبة علاقتها مع امها ومشاعرها المتضاربة تجاهها، ففي السابع من فبراير 1942 وصفت آن "ازدرائها" لامها وعدم مقدرتها على تحمل اهمالها لها وسخريتها وجفاءها" وكتبت قبل اختبائها "لم تكن اماً حقيقة بالنسبة لي" ولكن عندما راجعت آن مذكراتها شعرت بالخجل من سلوكها الفظ تجاه والدتها وعبرت عن ذلك قائلة: " كيف لك يا آن أن تتحدثي عن امك بتلك الكراهية  كيف تجرؤين على ذلك؟! "فقد استنتجت ان خلافها مع امها نتج عن سوء فهم من كلا منهما وبدأت تدرك ايضانها قد زادت من معاناة امها على غير داعي ونتيجة لهذا بدأت فرانك في معاملة امها بقدر من الاحترام والتسامح.
تمنت الاختان فرانك العودة سريعاً لمدرستيهما واستمرتا في الدراسة حتي في فترة الاختباء فقد درست مارجوت دورة في كتابة الرسائل بالطريقة الاختزالية «التشفير» بمساعدة بيب فوسكوجيل وحصلت فيه على درجة عالية، اما آن فقضت معظم الوقت في القراءة والدراسة وتعديل الفصول الخاصة بمذكراتها بالإضافة إلى سرد الاحداث بالترتيب وفقا لوقت حدوثها، وكتبت آن عن كل شئ شعرت بانها لا تستطيع التحدث عنه مع الآخرين فكتبت عن مشاعرها، ومعتقداتها، وطموحاتها، ومع نضوجها وازدياد ثقتها في كتاباتها بدأت آن في الكتابة أكثر عن اشياء معنوية كايمانها بوجود اله ورأيها في الطبيعة الإنسانية.
وكان حلم آن ان تعمل كصحفية فقد كتبت في يوم الأربعاء 5 ابريل 1944:
| آن فرانك | لقد ادركت انه يجب عليَ الاستمرار في مذاكرتي ومدرستي حتى اتخلص من الجهل واعيش حياة أفضل واصبح صحفية، فأنا اعلم أنه بإمكاني الكتابة... ولكن يبقى السؤال هو هل لدي الموهبة؟ حتى وان لم تكن لدي المؤهبة في كتابة الكتب والتقارير الصحفية فلازال بامكاني الكتابة عن نفسي ولكني اطمح في تحقيق المزيد، فانا لا اريد ان اعيش مثل أمي والسيدة فان دان وكل النساء اللاتي يذهب لعملهن وينساهن التاريخ بمجرد رحيلهن، اريد أن اكرس حياتي لشيء مهم بجانب الزواج وإنجاب الاطفال ... اريد ان اكون مفيدة لغيري واستطيع ادخال السرور على قلوب الناس حتى اولئلك الذين لم اقابلهم قط، اريد ان يخلد ذكري حتى بعد موتي، لذلك اشكر الله الذي انعم علي بتلك الموهبة، والتي استطيع استخدامها لتطوير شخصيتي والتعبير عما يجول بخاطري!! فعندما اكتب اتناسى كل مسئولياتي وتتبدد احزاني وتنتعش روحي، ولكن يبقى السؤال الأهم: هل سأكتب شيئاً قيماً؟ وهل ساغدو يوماً ما كاتبة او صحفية؟ آن فرانك | آن فرانك |

واستمرت آن في الكتابة بانتظام حتى كتبت آخر فصل في مذكراتها في الأول من اغسطس 1944.

## الإعتقال
في صباح الرابع من أغسطس 1944 وبعد صدور معلومات من مجهول داهمت القوات الألمانية المخبأ السري بقيادة كارل جوزيف سيلبيرباور، قائد كتيبة بالوحدة الوقائيةإس إس، وتم إلقاء القبض على عائلة فرانك وبيفيفر وفان بيليس ونُقلوا إلى المكتب الرئيسي لأمن الرايخ حيث تم استجوابهم وحجزهم طوال الليل. ونقلوا في الخامس من اغسطس إلى معسكر الترحيلات، وهو سجن مزدحم للغاية بمدينة فيترينجشانز وبعدها بيومين نقلت المجموعة إلى معسكر الاعتقال ويستربورك والذي مات به أكثر من 100 ألف يهودي معظمهم من الألمان والهولنديين. وبسبب اختباء عائلة فرانك، اعتبروا مجرمين وأُرسِلوا إلى ثكنات العمالة الجبرية لمعاقبتهم
وتم القاء القبض على فيكتو كوجلر ويوهانسن كيلمان، وأُرسلوا إلى معسكر اعتقال «أعداء النظام» بامرسفورت، أطلق سراح كيلمان بعدها بسبعة اسابيع
بينما ظل كوجلر متنقلاً بين معسكرات العمل حتى انتهاء الحرب  اما «ميب خيس» و«بيب فوسكويجل» فقد استجوبتهم الشرطة الألمانية وهددتهم، ولكنّهم لم يسجنوا وعادوا إلى المخبأ السري في اليوم التالي ليجدوا أوراق آن ملقاة على أرضية المنزل، بالإضافة إلى العديد من صور العائلة، فقاموا بجمعها واتفقت جيس على إعادتهم لآن بعد انتهاء الحرب، وقد حاولت كثيرًا تسهيل اطلاق سراح المعتقلين عن طريق دفع المال لأحد المسئولين مقابل تدخله ولكنه رفض.

## النفي والموت

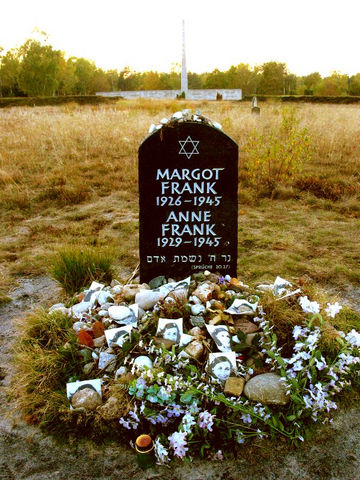
قبر آن فرانك، مخيم بيرغن-بيلسن.

في الثالث من سبتمبر تم ترحيل المجموعة على ما يمكن تسميته بالانتقال الأخير من يستيربورك إلى معتقل أوشفيتز، ووصلوا بعد رحلة استمرت ثلاثة أيام وسافرت معهم على نفس القطار الهولندية بلويمي ايفرس ايدمن زميلة آن ومارجوت السابق في الثانوية اليهودية وكانت تزورهم باستمرار طوال فترة وجودهم بأوشفيتز وقد تم استضافتها بعد ذلك في الفيلم الوثائقي «الأشهر السبع الاخيرة في حياة آن فرانك» من إخراج ويلي ليندر وفي الفيلم الوثاقي لقناة البي بي سي «ذكري آن فرانك».
وبمجرد وصولهم إلى المعتقل فُصل الرجال عن النساء والأطفال، وأبعد أوتو فرانك عن عائلته. دخل القادرون على العمل إلى معسكرات العمل بينما قتل الباقي أي من بين 1,019 راكب اُرسل 549 راكب بما فيهم جميع الأطفال الذين تقل أعمارهم عن خمسة عشر مباشرة إلى غرف الغاز، وكانت آن قد بلغت الخامسة عشر قبل ترحيلهم بثلاثة أشهر وكانت واحده من أصغر الناس الذين نجو من القتل. وسرعان ما عرفت أن معظم الناس قتلوا بالغاز فور وصولهم، ولم تعلم أبدا أن المجموعة التي كانت معها في المخبأ السري بأكملها قد نجت من هذا المصير، وظنت أن والدها، وهو في منتصف الخمسينات، قد قتل على الفور بعد افتراقهم وذلك لانه لا يقوى على العمل.
أُجبرت آن مع غيرها من النساء اللاتي نجين من القتل، على التعري لتطهيرها، وحلق رأسها ووشمها برقم تعريفي على ذراعها. وبعد يوم، عملن كالعبيد واجبرت آن على نقل الصخور وزرع الأعشاب؛ وفي الليل، كن يبتن في ثكنة مكتظة. وذكر اناس ممن كانوا معها في المعتقل أنه عندما شاهدت آن الأطفال مقتادين إلى غرف الغاز امتلأت عيناها بالدموع وصرفت بصرها بعيداً، بينما قال غيرهم أنها أظهرت الجلد والشجاعة في أكثر الأحيان، ومكنها جمالها وثقتها في نفسها في الحصول على حصص اضافية من الخبز لها ولامها واختها.ولكن سرعان ما تفشي المرض في المعسكر وأصيب جلد آن بالجرب، ونقلت هي ومارجوت إلى المستوصف، الذي كان في حالة ظلام مستمر، وتنتشر فيه الفئران والحشرات ومن بعدها توقفت إديث فرانك عن تناول الطعام، ووفرت كل لقمة طعام لبناتها ومررت حصتها لهم من خلال ثقب صنعته في أسفل جدار المستوصف.
وفي شهر أكتوبر 1944 تم اختيار الاخوات فرانك للانتقال إلى معسكر ليباو بسيليزيا وكان من المقرر ان تنتقل معهم بلويمي ايفرس ايدمن في نفس الرحلة ولكن الاختان فرانك منعتا من السفر بسبب أصابتهما بالجرب بينما استئنفت بلويمي ايفرس ايدمن رحلتها بدونهما.
وفي 28 أكتوبر، بدأ أختيار بعض النساء ليتم نقلهن إلى معسكر الاعتقال بيرجن بيلسن، نقلت أكثر من ثمانية ألأف امرأة من ضمنهن آن ومارجوت فرانك وأوجست فان بالس، ولم تنقل معهن إديث فرانك وقد ماتت بعد فترة من الجوع. ونصبت الخيام في بيرجن بيلسن لاستيعاب تدفق السجناء، وبارتفاع عدد السجناء ارتفع عدد الوفيات بسبب الأمراض بشكل سريع واجتمعت آن لفترة وجيزة مع اثنين من اصدقائها، هانيلي جوسلار ونانيت بليتز، الذين احتجزوا في قسم آخر من المخيم وقد نجت كلا من جوسلار وبليتز من الحرب في وقت لاحق، وتذكرن المحادثات القصيرة التي أجرينها مع آن من خلال السور. وقد وصفتها وبيلتز بأنها صلعاء، وهزيلة ومرتعشة وأشارت غوسلار إلى أن أوجست فان بالس كانت مع آن ومارجوت فرانك، وكانت ترعى مارجوت، التي كانت مريضة للغاية. ولم تستطع أياً منهما رؤية مارجوت لأنها كانت أضعف من أن تغادر سريرها. وقالت آن لكل من بليتز وجوسلار أنها اعتقدت أن والديها قد ماتوا، ولهذا السبب لم تعد ترغب في البقاء على قيد الحياة، وخمنت جوسلار فيما بعد أن محادثاتهم معها جرت في أواخر يناير أو مطلع فبراير 1945.
في مارس 1945، أنتشر وباء التيفوس داخل المعسكر وقتل ما يقرب من 17 ألف سجيناً ، بالإضافة إلى بعض الامراض الأخرى مثل حمى التيفود وفي ظل التردي والفوضى كان من الصعب تحديد السبب الحقيقي لموت آن. وقال شهود في وقت لاحق أن مارجوت سقطت من سريرها في حاله شديدة من الضعف وماتت على اثرها، وبعدها بأيام قليلة توفيت آن، ولم يذكروا التاريخ الذي توفيت فيه بالتحديد ولكنهم ذكروا انها ماتت قبل بضعة أسابيع من تحرير القوات البريطانية للمعسكر في 15 أبريل 1945. وبعد التحرير، أُحرق المخيم في محاولة لمنع انتشار المرض، وتم دفن مارجوت وآن في مقبرة جماعية مكانها غير معلوم.
بعد الحرب، كانت التقديرات تشير إلى أن ما يقرب من 107 ألف يهودي تم ترحيلهم من هولندا بين عامي 1942 و1944، نجا منهم 5,000 فقط، بينما ظل في هولندا ما بقرب من 30,000 يهودي، وتمت مساعدتهم من قبل المقاومة الهولندية ضد الاحتلال ألالماني وقد نجا من الحرب ما يقرب من ثلثي هؤلاء الاشخاص.
نجا أوتو فرانك من الاعتقال في أوشفيتز. وبعد انتهاء الحرب، عاد إلى أمستردام حيث كان في مأمن بمساعدة جان وميب خيس، وقد حاول العثور على عائلته، علم بوفاة زوجته إديث، في أوشفيتز، لكنه كان ما زال يأمل في نجاة بنتيه، ولكن بعد عدة أسابيع، اكتشف أن مارجوت وآنا لقوا حتفهم أيضاً. وحاول معرفة مصير أصدقاء بناته، فعلم أن كثير منهم قد قتلوا; سوزان ليدرمان، التي كثيراً ما ذكرت في يوميات آن قتلت بالغاز مع والديها، على الرغم من أن شقيقتها باربرا، وهي صديقة مقربة لمارجوت، قد نجت، ونجا العديد أصدقاء مدرسة أخت فرانك، كما نجا أقارب إديث وأوتو فرانك، الذين فروا من ألمانيا خلال منتصف الثلاثينات، مع أفراد الأسرهم واستقروا في سويسرا، والمملكة المتحدة والولايات المتحدة.

## التراث

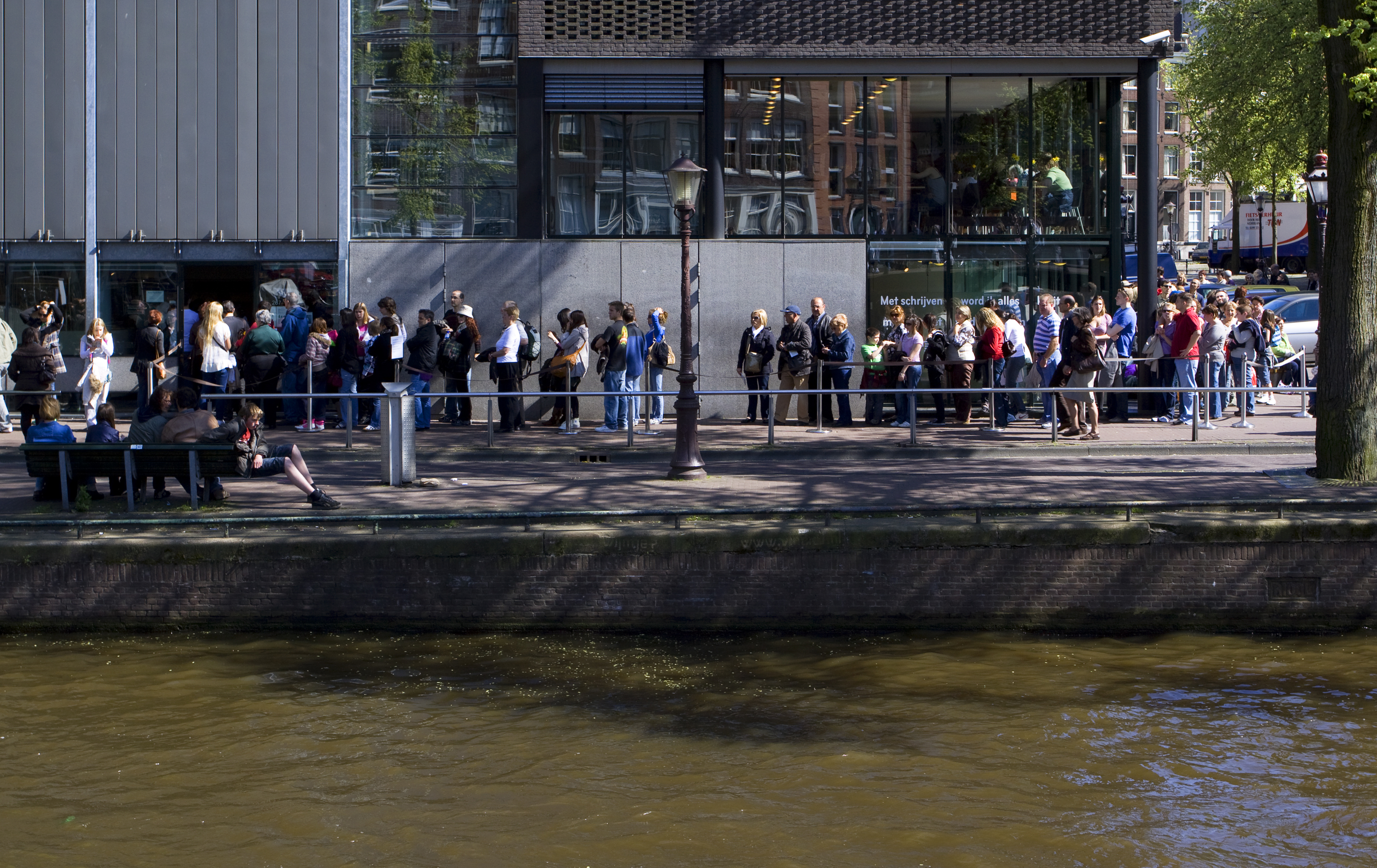
الناس ينتظرون في طابور أمام مدخل بيت آن فرانك في أمستردام

3 مايو 1957، أنشئ مجموعة من المواطنين، بما في ذلك أوتو فرانك، الذي أنشئ في مؤسسة آن فرانك في محاولة لانقاذ بناء برينسينغراخت من الهدم وجعله في متناول الجمهور. افتتح بيت آن فرانك يوم 3 مايو 1960. وهو يتألف من مستودع Opekta والمكاتب وAchterhuis، جميع مؤثثة بحيث يمكن للزوار المشي بحرية من خلال الغرف. بعض الآثار الشخصية للركاب السابق لا تزال قائمة، مثل صور النجمة السينمائية من آن لصقها على الحائط، وقسم من ورق الجدران الذي أوتو فرانك ملحوظ في ارتفاع متزايد من بناته، والخريطة على الحائط، حيث سجلت في وقت سابق للقوات المتحالفة معها، وكلها الآن محمية وراء البرسبيكس صحائف. من الغرفة الصغيرة التي كان يسكنها لبيتر فان بالس، ممر يربط بين مبنى لجيرانه، كما تم شراؤها من قبل المؤسسة. هذه المباني الأخرى المستخدمة في المنزل ومذكرات، وكذلك تغيير المعروضات التي تؤرخ جوانب مختلفة من المحرقة، ومزيد من الفحوص المعاصرة للتعصب العنصري في مختلف أنحاء العالم. فقد أصبح واحداً من المناطق الجذب السياحي الرئيسية في أمستردام، وفي عام 2005 بلغ عدد الزائرين حوالي 965 ألف. البيت يوفر المعلومات عن طريق الإنترنت، وكذلك معارض متنقلة، لمن لم يتمكن من زيارة. في عام 2005، ومعارض سافر إلى 32 بلداً في أوروبا وآسيا وأمريكا الشمالية وأمريكا الجنوبية.

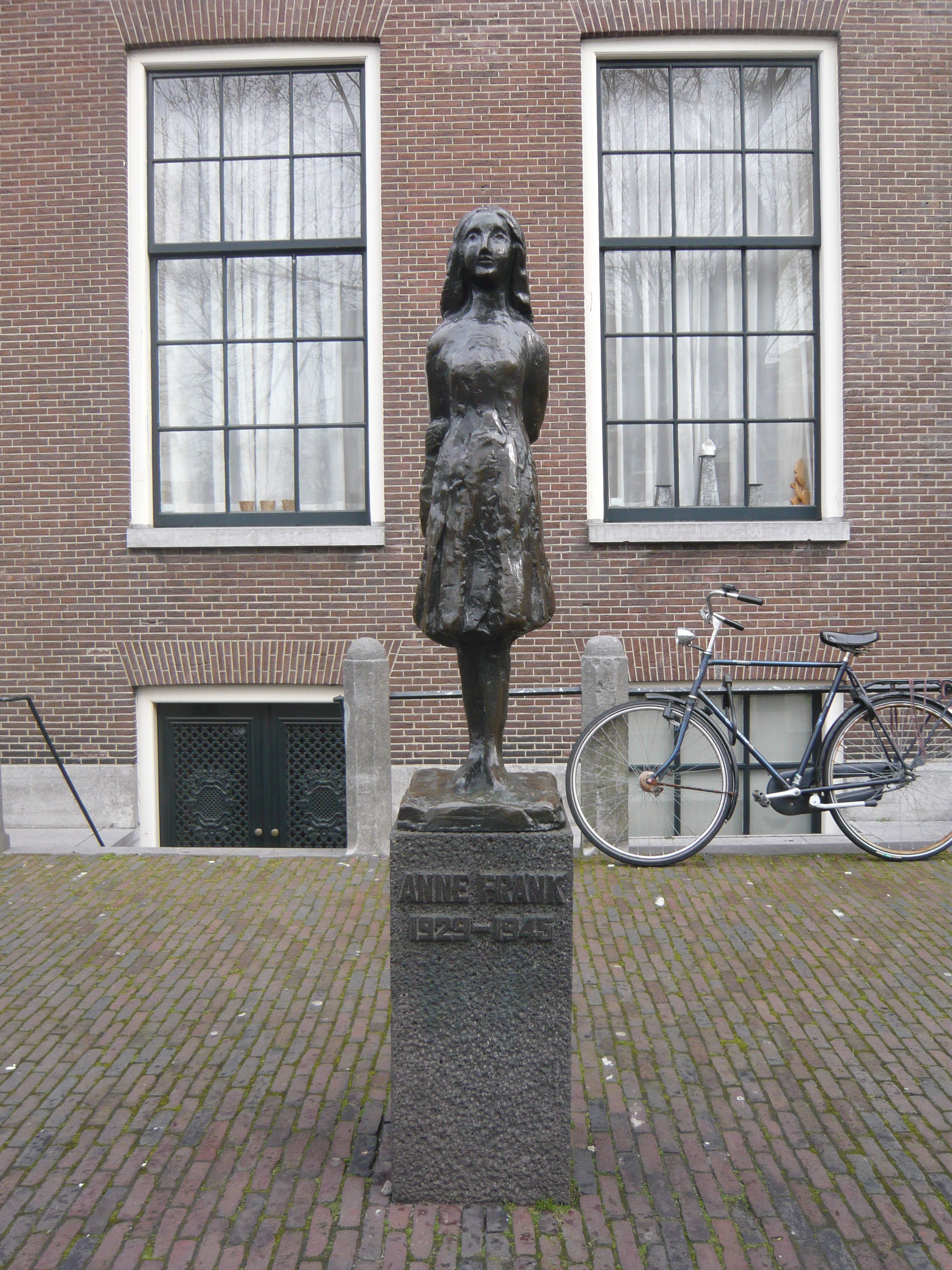
تمثال آن فرانك لماري أندريسن، خارج كنيسة ويستيركيرك في أمستردام

في عام 1963، أوتو فرانك وزوجته الثانية، الفريدي Geiringer - Markovits، التي أنشئت في آن فرانك فون باعتبارها مؤسسة خيرية، ومقرها في بازل، سويسرا. وصندوق يثير المال للتبرع لأسباب «كما تراه مناسبا». عند وفاته، وأوتو شاء اليوميات لحقوق التأليف والنشر على خلفية الصورة، وعلى الحكم أن أول 80,000 فرنك سويسري ليالي في الدخل من كل عام كان من المقرر أن توزع على ورثته، وعلى أي دخل أعلى من هذا الرقم كان من المقرر ان يحتفظ بها لاستخدام فوندز أيا كان لمديري المشاريع وتستحق النظر. ويوفر التمويل اللازم لتلقي العلاج الطبي من الصالحين بين الأمم على أساس سنوي. انها تهدف إلى توعية الشباب ضد العنصرية وأعارت بعض آن فرانك الأوراق إلى الولايات المتحدة متحف الهولوكوست التذكاري في واشنطن العاصمة لإقامة معرض في عام 2003. تقريرها السنوي من العام نفسه تعطي بعض المؤشرات على جهودها الرامية إلى المساهمة على المستوى العالمي، مع دعمه للمشاريع في ألمانيا وإسرائيل والهند وسويسرا والمملكة المتحدة والولايات المتحدة.
الشقة Merwedeplein، الذي كانت العائلة فرانك عاش من عام 1933 حتى عام 1942، وظلت مملوكة للقطاع الخاص حتى أوائل 2000s، عندما فيلم وثائقي تلفزيوني تركيز اهتمام الرأي العام عليه. في حالة خطيرة من العطب، وكان تم شراؤها من قبل الشركة الهولندية والإسكان، وبمساعدة من الصور الفوتوغرافية التي التقطتها عائلة فرانك وأوصاف الشقة والمفروشات في الرسائل التي كتبتها آن فرانك، أعيدت إلى ظهورTeresien 1930 دا سيلفا في آن فرانك البيت، وفرانك لابن عمه بيرنهارد «الصديق» إلياس كما ساهم في مشروع الترميم. وافتتح في عام 2005 بهدف توفير ملاذ آمن للكاتبة المحدد الذي لا يستطيع أن يكتب بحرية في بلده أو بلدها. كل كاتب مختارة يتم السماح عام واحد الإيجار خلالها بالإقامة والعمل في الشقة. الكاتبة الأولى التي تم اختيارها هي الجزائر ن الروائي والشاعر، المهدي Acherchour.

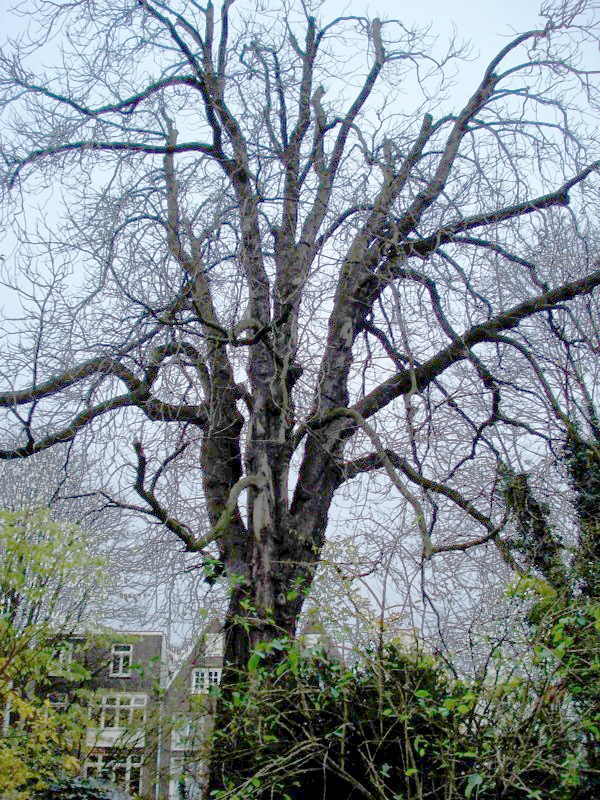
شجرة آن فرانك، في الحديقة خلف بيتها

في يونيو 2007، تبرعت «الصديق» إلياس بوثائق 25 ألف أسرة في آن فرانك البيت. من بين القطع الأثرية التي فرانك الصور العائلية التي اتخذت في ألمانيا وهولندا، والرسالة أوتو فرانك أرسلت والدته في عام 1945 يخبرها بأن زوجته وبناته قد لقوا حتفهم في معسكرات الاعتقال النازية.
في نوفمبر 2007، وكان من المقرر في آن فرانك شجرة أن يكون خفض لمنعها من أن يسقط على واحدة من المباني المحيطة بها، بعد مرض فطري أثرت على الجذع من هذا الحصان شجرة كستناء. الاقتصادي الهولندي ارنولد Heertje، الذي كان أيضا في أحد المخابئ خلال الحرب العالمية الثانية،  وقال عن شجرة : "هذه ليست مجرد أي شجرة. في آن فرانك شجرة مرتبط مع اضطهاد اليهود. مؤسسة شجرة، قامت مجموعة من أنصار حماية البيئة شجرة، وبدأت قضية مدنية من أجل وقف قطع من كستناء الحصان، الذي حصل على اهتمام وسائل الاعلام الدولية. وكانت محكمة الهولندية أمرت المسؤولين في المدينة ودعاة المحافظة على البيئة لاستكشاف البدائل، والتوصل إلى حل. اتفق الطرفان على إقامة البناء الصلب من شأنه أن يطيل عمر الشجرة يصل إلى 15 عاما.
على مر السنين، ظهرت العديد الأفلام حول أنا فرانك وألهمت حياتها وكتاباتها مجموعة متنوعة من الفنانين والمعلقين الاجتماعيين وذكرت في الأدب، والموسيقى الشعبية، والتلفزيون، وغيرها من أشكال وسائل الإعلام. ومنها  باليه أنا فرانك لآدم داريوس ، الذي أدى لأولم مره في عام 1959، والعمل الكورالي أنيليس، الذي أدى لأول مره عام 2005. في عام 1999، أدرجت مجلة التايم أنا فرانك بين أبطال ورموز من القرن العشرين على قائمة أهم الناس في هذا القرن، قائله : «مع وجود مذكرات يحتفظ بها في علية سرية، تحدت النازيين وقدمت صوت القهر للنضال من أجل كرامة الإنسان».